# Paus Johannes XVII
Johannes XVII. (- 6 november 1003; geboren Giovanni Sicco) was in 1003 (vermoedelijk van 16 mei tot 6 november) paus.

## Leven
Giovanni (Johannes) Sicco werd in het Romeinse stadsdeel Biberetica geboren. Zijn geboortehuis zou zich in de buurt van de zuil van Trajanus hebben bevonden. Over zijn afkomst weet men niet veel, enkel dat zijn vader eveneens Giovanni heette en dat de familie vermoedelijk van de Crescenzi afstamde.
Johannes werd na de dood van Silvester II door Johannes II Crescentius, de de facto heerser van Rome, op 16 mei 1003 tot Paus verheven en was van hem afhankelijk. Zo kwam het dat hij door Crescentius werd verhinderd met Hendrik II in contact te treden, om goede betrekkingen bij de keizer uit te bouwen. Over zijn pontificaat is slechts weinig bekend. Zijn belangrijkste ambtshandeling was de benoeming van Benedictus tot missionaris en diens uitzending naar Polen, want met Benedictus begon de kerstening van de Slaven. Hoe oud Johannes bij zijn dood op 6 november 1003 was, is niet bekend. Hij wordt tot een van de minst beduidende pausen uit de geschiedenis gerekend. Nochtans is een grafschrift uit 1040 bewaard gebleven, waarop drie van zijn verwanten worden vermeld, die allen evenwel hoge posities in de Kerk innamen. Het gaat om een bisschop, een diaken en een waardigheidsdrager van de kanselarij van Lateranen.
Feitelijk begon met hem de foutieve telling van de pausen met de naam Johannes. Daar tegenpaus Johannes XVI door de vader van Johannes II Crescentius, Crescentius I Nomentanus, was aangesteld, werd deze door Johannes XVII als rechtmatig beschouwd.